# 瘦叶雪灵芝
瘦叶雪灵芝（学名：Arenaria ischnophyllla）为石竹科无心菜属的植物，是中国的特有植物。分布在中国大陆的西藏等地，生长于海拔4,500米至5,100米的地区，多生长在高山草甸，目前尚未由人工引种栽培。

## 别名
瘦叶蚤缀（拉汉种子植物名称）